# Chiesa di San Mauro Martire (Noventa di Piave)
La chiesa di San Mauro è la parrocchiale di Noventa di Piave, in città metropolitana di Venezia e diocesi di Treviso; fa parte del vicariato di San Donà di Piave.

## Storia

### L'antica pieve di San Mauro (1152-1917)
La presenza di una chiesa nell'area adiacente alla chiesa attuale è testimoniata sin dall'epoca alto medievale, come emerso dagli scavi archeologici effettuati nel 2010 che hanno portato alla luce un articolato complesso di edifici ecclesiastici con la sovrapposizione sullo stesso sedime di tre chiese, realizzate tra il VII/VIII secolo al XII/XIII secolo. Gli scavi archeologici del 2010 hanno inoltre riportato alla luce resti di fondazione di chiese alto medievali, realizzate a cavallo tra XIV e XV secolo. 
La prima attestazione della prima pieve dedicata a San Mauro risale all'11 maggio 1152. L'attestazione, contenuta all'interno di una bolla indirizzata da papa Eugenio III al vescovo di Treviso Bonifacio, indicava la pieve come soggetta alla diocesi trevigiana. La chiesa di età tardomedievale, che originariamente comprendeva una sola navata, venne in seguito ampliata con due navate laterali tra il 1582 e il 1593. La consacrazione della nuova chiesa avvenne nel 1610, alla presenza del vescovo di Treviso Francesco Giustiniani. La pieve aveva una lunghezza di 44,80 metri, una larghezza di 28,60 metri. L'altezza della navata principale era di 16,60 metri, mentre il presbiterio misurava un'altezza di 19,80 metri. 
Nel novembre 1917, a seguito della rotta di Caporetto, l'antica pieve di Noventa si ritrovò sulla linea del fronte sul Piave. Prima della ritirata italiana, venne distrutto il campanile cinquecentesco, per evitare il suo utilizzo quale punto di osservazione per le truppe austro-ungariche. Tra il novembre 1917 e l'ottobre 1918 la chiesa subì pesantissimi bombardamenti che la distrussero completamente.

### La nuova chiesa (1921- )
Il progetto per la nuova chiesa parrocchiale, redatto dall'architetto Giovanni Possamai affiancato dall'architetto Domenico Rupolo, fu approvato nel 1921 dall'Opera di Soccorso di Venezia. La costruzione della nuova chiesa, finanziata grazie all'opera del Commissariato per la Riparazione dei danni di guerra,  iniziò già nel 1921 e si concluse due anni più tardi, nel 1923. La chiesa venne inaugurata in occasione della festività di San Mauro martire 22 novembre 1923. Il vicino Oratorio del Rosario e il campanile, progettato sempre da Domenico Rupolo, vennero inaugurati il 22 novembre 1925 alla presenza del vescovo di Treviso Andrea Giacinto Longhin.
Negli anni Settanta è stato aggiunto un altare mobile a forma di tavolo rivolto verso il popolo. 
Tra il 2014 e il 2016 la chiesa è stata sottoposta ad importanti lavori di restauro che hanno riguardato il consolidamento del tetto e rifacimento manto di copertura, realizzazione di "linea vita", il restauro conservativo delle facciate, il consolidamento statico delle murature, interventi di drenaggio perimetrale e di creazione di sistema per lo smaltimento delle acque meteoriche. I lavori interessarono anche il restauro intonaci e pavimentazione del sottoportico, il restauro delle vetrate del rosone principale e delle finestre dell'abside e il restauro del portone principale e dei due portoni laterali.

## Descrizione

### Chiesa
La chiesa attuale, costruita tra il 1921 e il 1923, presenta una struttura a tre navate a pianta basilicale. Il suo orientamento è opposto rispetto alla pieve precedente. Le dimensioni della chiesa attuale si discostano di poco rispetto la pieve precedente: la lunghezza è infatti di 51,30 metri, la larghezza di 22,40 metri (11 metri la navata centrale, 5,45 quelle laterali). L'altezza delle navate è di 17,61 metri, il presbiterio di 14 metri. La chiesa è stata realizzata con uno stile neoromanico con inflessioni liberty, secondo la moda degli anni Venti. La facciata è contraddistinta dal pronao che presenta verso la piazza una trifora con archi e colonne in stile romanico primitivo e da un rosone nella parte superiore. Nell'area presbiterale sono presenti le balaustre e i due amboni laterali realizzati nel 1923, quando è stata ricostruita la chiesa. A quel periodo risale anche il fonte battesimale marmoreo posto in una cappella della navata sinistra.

### Campanile
Il campanile, realizzato in stile neoromanico secondo il progetto di Domenico Rupolo, presenta una forma snella e slanciata e misura un'altezza complessiva di 80 metri. Al di sopra della cella campanaria poggia un tamburo ottagonale sormontato da una merlatura a volta, sopra alla quale si innalza la cuspide circolare formata da mattoni speciali posti a squame. Sopra la cuspide è posta una croce in ferro battuto a quattro braccia con estremità uncinate.

## Galleria d'immagini

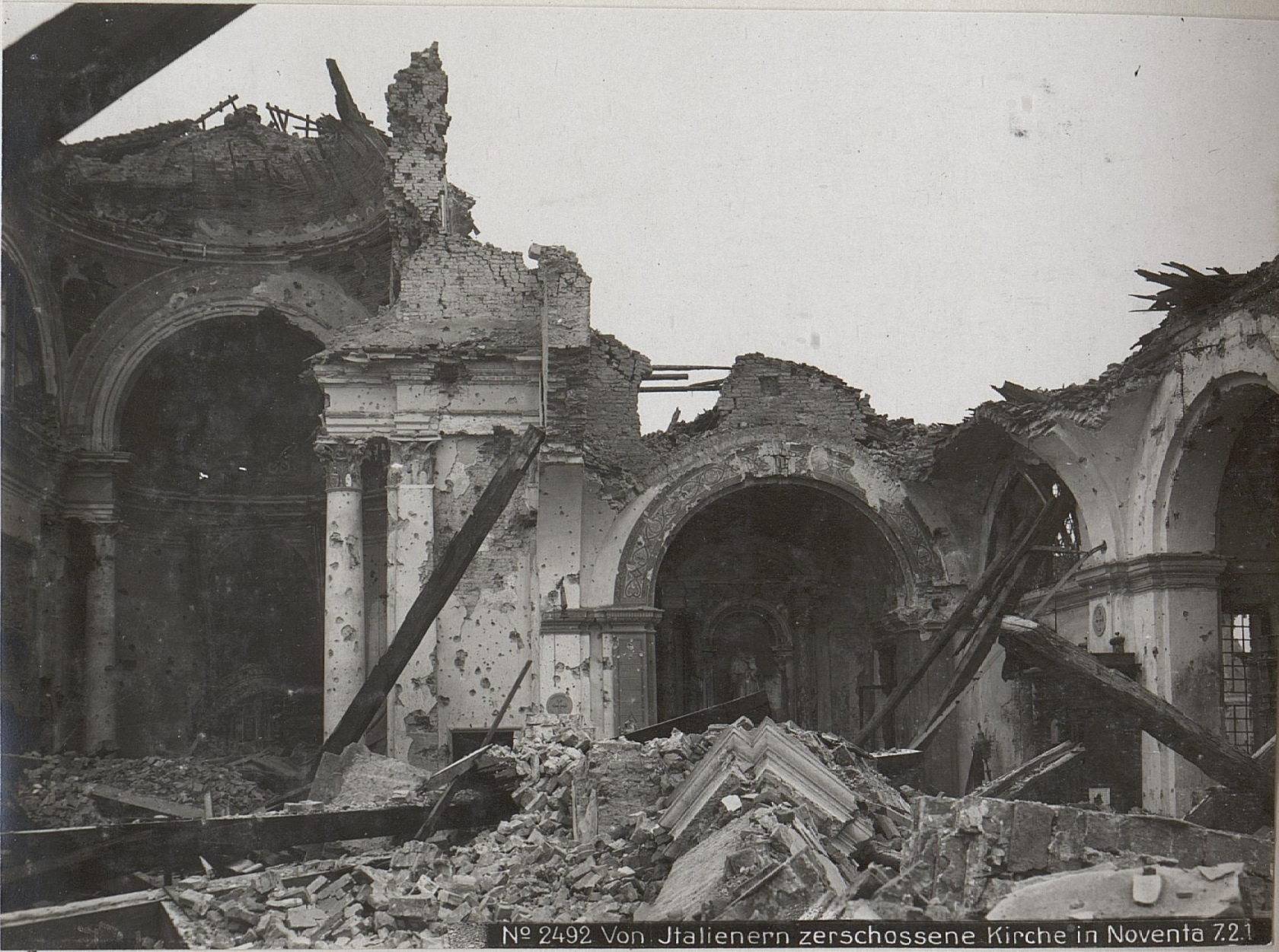
L'antica chiesa devastata dai bombardamenti della Prima guerra mondiale
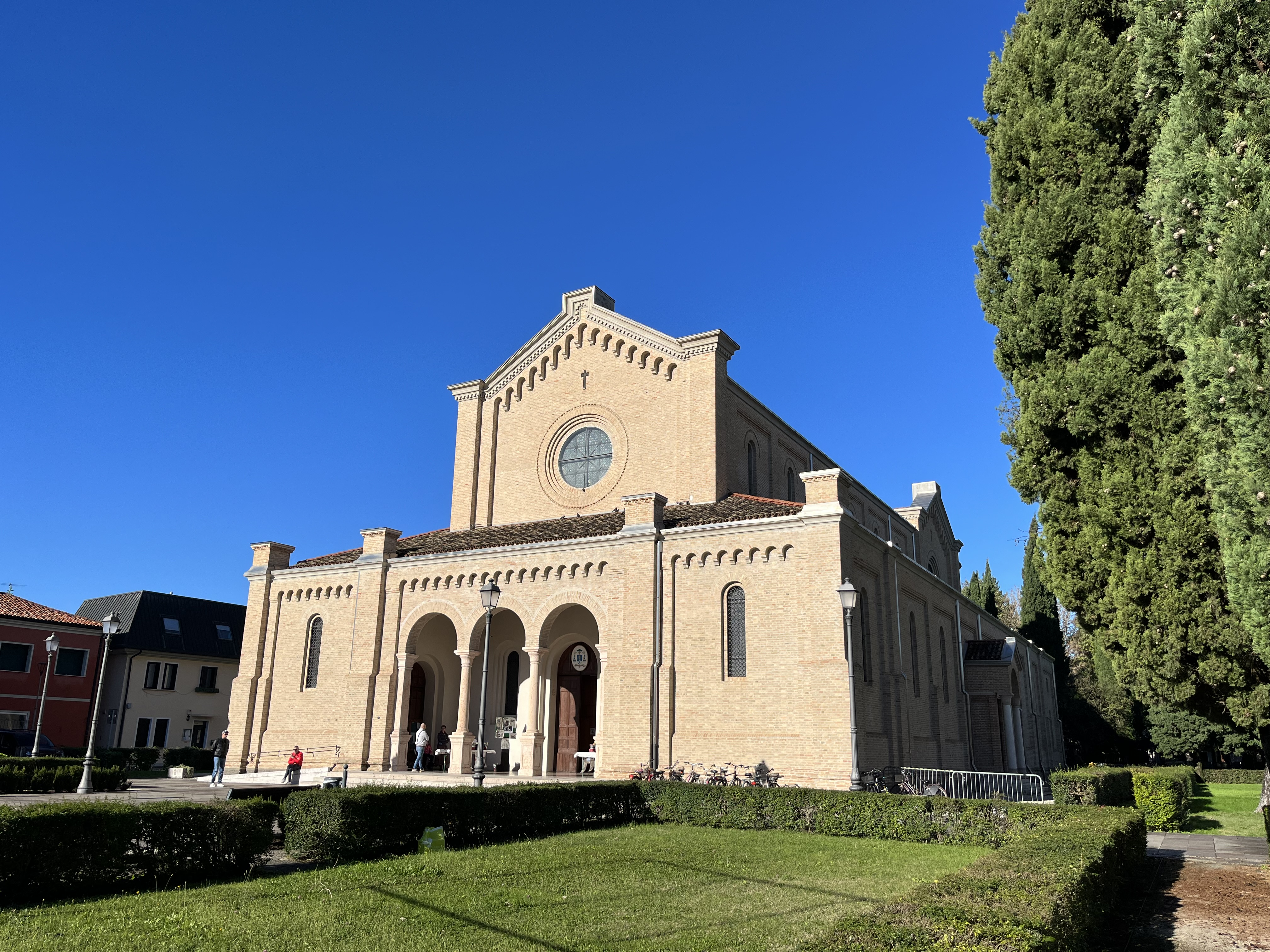
La facciata della chiesa con il rosone
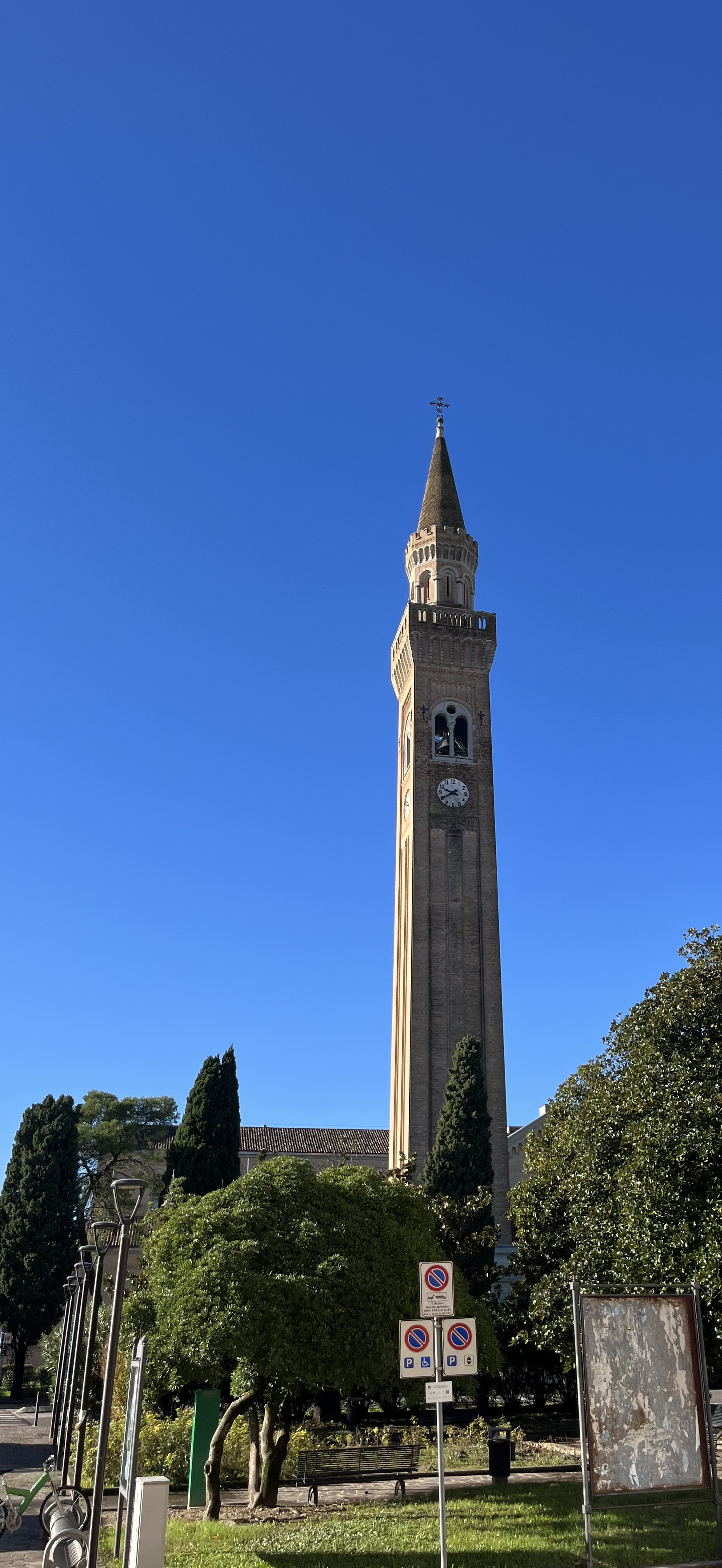
Il campanile
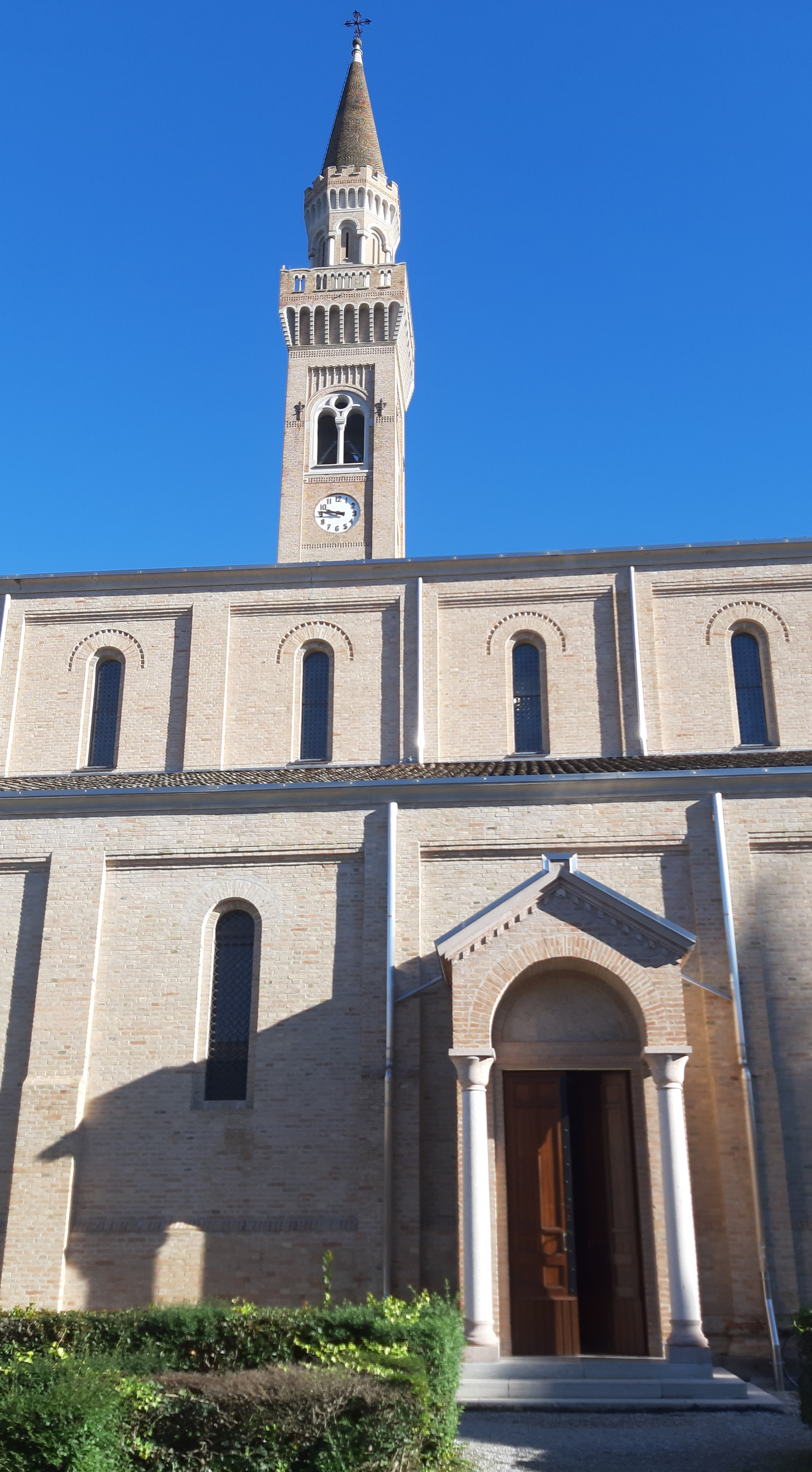
Il protiro rivolto a occidente